# Diego de Sagredo

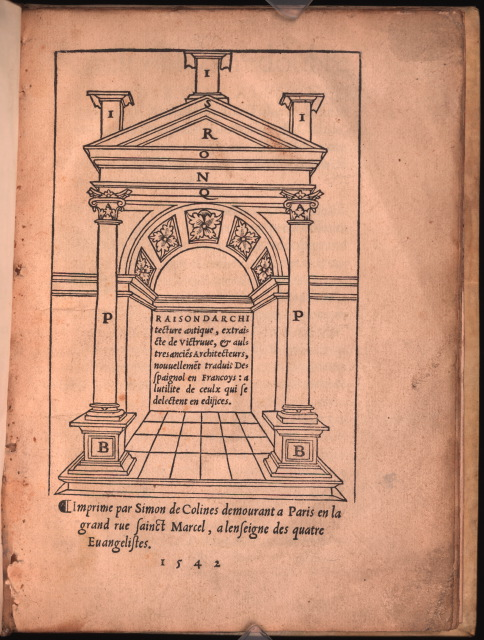
Traducción al francés de Medidas del Romano (Raison d'architecture antique). París, 1542.

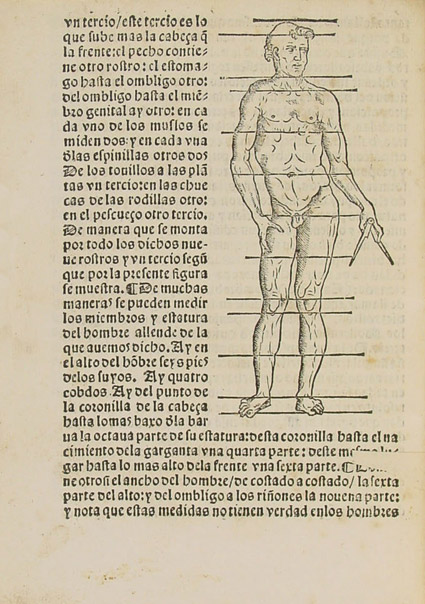
Ilustración de Medidas del Romano con un estudio de las proporciones humanas.

Diego de Sagredo (Burgos, c.1490-Toledo, c. 1528) fue un arquitecto (especialista en obras efímeras, como arcos conmemorativos o monumentos del Corpus Christi) y un tratadista sobre arquitectura español, autor de Medidas del Romano (1526), primer tratado sobre arquitectura europeo escrito en lengua vulgar, en el que difunde los preceptos de Vitruvio. Su estudio de los órdenes clásicos tuvo una enorme influencia sobre la arquitectura renacentista española.

## Formación
El 19 de enero de 1512 ingresó en la Universidad de Alcalá de Henares y se graduó como bachiller en 1515. Protegido por el cardenal Cisneros, fue uno de sus capellanes y su confesor. Es posible que tras la muerte del cardenal viajara a Italia y conociera la arquitectura clásica de los antiguos romanos. 
En 1522 entró al servicio de la catedral de Toledo, aunque sus trabajos son menores. También efectuó obras en el Palacio Arzobispal de Alcalá de Henares y en otros lugares. En Burgos hizo un proyecto para el sepulcro del obispo Juan Rodríguez de Fonseca (que no se llegó a realizar) y conoció las obras que entonces estaban en marcha en la catedral, especialmente las de la Capilla del Condestable. Entabló gran amistad con algunos de los artistas que trabajaban allí, como el pintor León Picardo (al que convertirá en protagonista de su tratado Medidas del Romano), el rejero Cristóbal de Andino (cuyo arte admiraba), el escultor Felipe Bigarny o el arquitecto Juan de Vallejo, quien aplicaría los preceptos de Sagredo en sus obras, especialmente en la traza de sepulcros.

## Medidas del romano
Su tratado de arquitectura está escrito al modo erasmista en forma de diálogo (entre Tampeso y León Picardo), basado en la traducción del tratado de Marco Vitruvio, y el  primero de los tratados de arquitectura publicado, de todos los tratados de arquitectura en España . Fue publicado por mecenazgo del arzobispo de Toledo Alonso de Fonseca y Ulloa. Apareció por primera vez en Toledo en 1526 y su éxito fue inmediato, reeditándose hasta cinco veces antes de 1553 y se tradujo a otras lenguas. Centra sus especulaciones en el tema de las proporciones en el cuerpo humano entendido como el microcosmos. Alguna edición va acompañada por grabados que se atribuyen al propio Sagredo. Influyó mucho en la arquitectura, escultura y artes decorativas españolas y europeas, hasta el punto que el tratadista Francesco Milizia se lamentaba por haber contribuido Sagredo a la adulteración de la pureza del estilo Renacentista:

[Su] libro que sirvió de cartilla á nuestros arquitectos y escultores del aquel tiempo para sus obras, recargadas con los menudos ornatos que contienen de figuritas humanas, de animales, de frutas, flores y otros caprichos, degradando á la arquitectura de su nobleza y sencillez; y que por haberla adoptado también los plateros para sus delicadas obras de oro, plata y bronce, se llamó en España con mas propiedad Arquitectura Plateresca.
MILIZIA, Arte de ver en las Bellas Artes del diseño.